# Бодян справжній
{{#ifeq:0|0|{{#if:|{{#if:Illiciumverum|[[]}}|}}}}
Бодян справжній (Illicium verum) (також відомий як зірчастий аніс, індійський аніс, китайський аніс, сибірський аніс, корабельний аніс) — дерево родини лимонникових (Schisandraceae). Батьківщина — Південно-Східний Китай. Поширений також в Індокитаї та Західній Грузії. Використовують у харчовій та консервній промисловості, при виробництві маринадів, у фармацевтичній та косметичній промисловості. Дає гарну деревину з червоним відтінком яку цінують червонодеревники, за що отримав назву корабельного анісу.

## Морфологічна характеристика

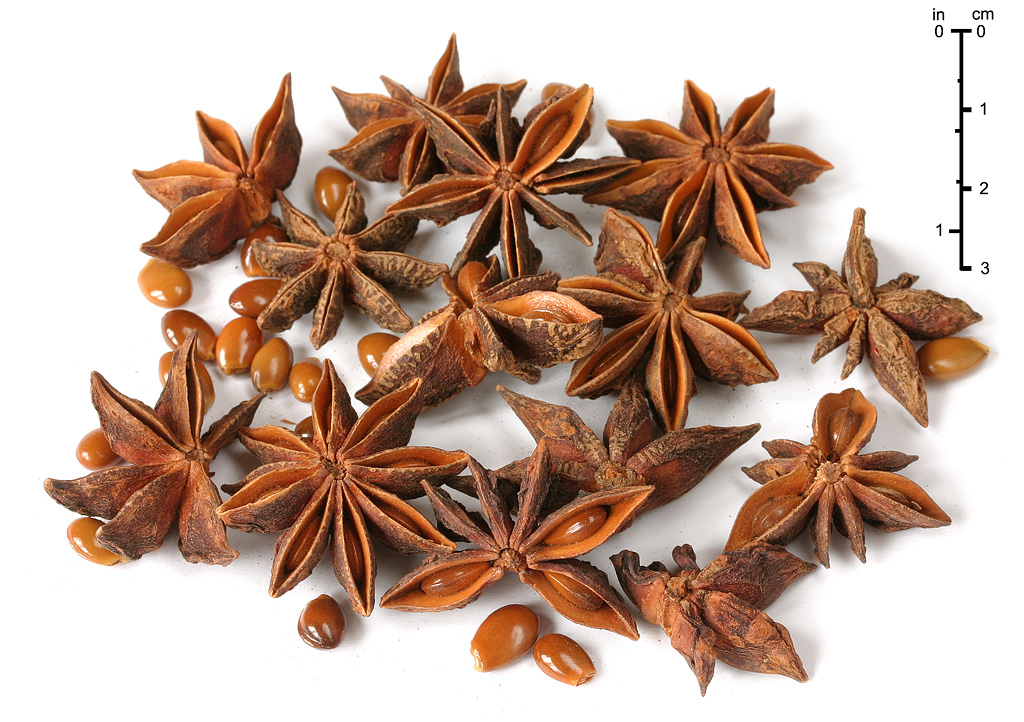
Плоди бодяну

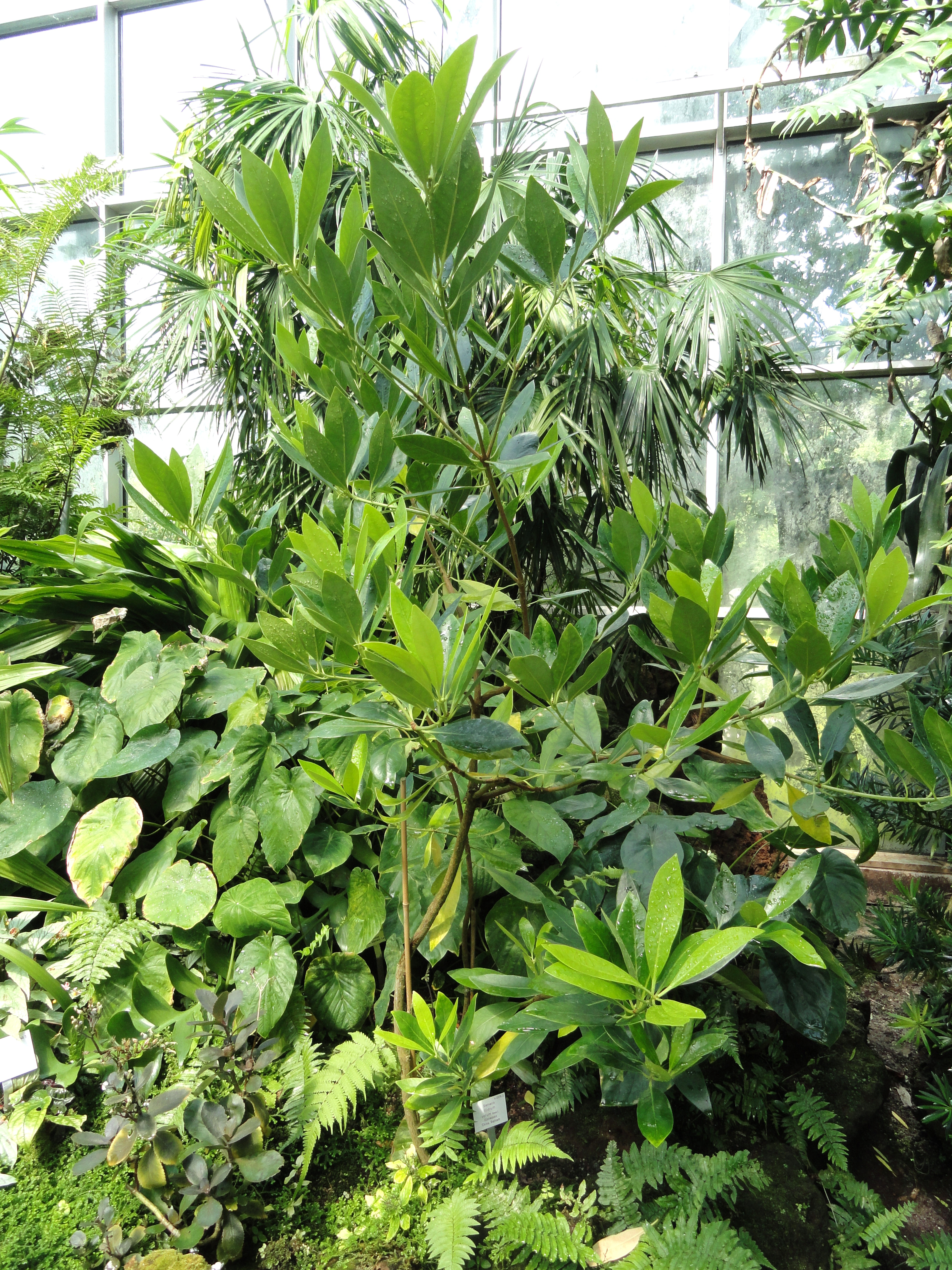
Деревце бодяну справжнього у Франкфуртській оранжереї

Бодян — це невелике тропічне вічнозелене дерево 2-4 метрів заввишки з пірамідальною кроною. Ця рослина є далеким родичем анісу. Листя має шкірясті, зверху яскраво-зелені, знизу тьмяні, ланцетоподібні, довжиною 5–15 сантиметрів, завширшки 1,5-3 сантиметри.
Розмножується насінням. Плоди дає лише на п'ятий рік. Насіння починають збирати через 15 років. Квіти бодяну багатопелюсткові від блідо-жовтого до світло-зеленого, часом пурпурового кольору. Відцвітаючи, утворює зіркоподібне супліддя, сформоване з восьми (деколи 7, 9, 10, 12) довгастих сегментів. Кожен сегмент має форму дерев'яного човника, в якому знаходиться одна насінина 6-7 міліметрів завдовжки. Супліддя спершу м'ясисте, але потім дерев'яніє, його колір варіює від світло-коричневого до темно-червоного.
Росте бодян в лісах та чагарниках на висоті 600–1600 м н. р. м. Подекуди утворює зарості.

## Поширення
Батьківщина рослини — Південно-Східний Китай, де його зарості утворюють цілі ліси і де його почали використовувати ще до нашої ери. Культивують бодян у Китаї, В'єтнамі, Японії, Філіппінах, Ямайці, Індії. До Європи потрапив лише у XVI ст.

## Інші бодяни
Окрім справжнього бодяну існує ще кілька видів, з якими його можна легко сплутати. Наприклад, в Японії та на Тайвані поширений бодян японський (Illicium anisatum L.). Його плоди зовні такі ж самі як і в справжнього, але отруйні і мають неприємний смак та запах. Інший вид бодяну — дикий (Dictamnus albus L.) містить отруйну ефірну олію із сильним запахом, яка викликає опіки. Бодян товстолистий (Bergenia crassifolia L.) вирощують як замінник чаю та для отримання технічного таніну.

## Заготівля

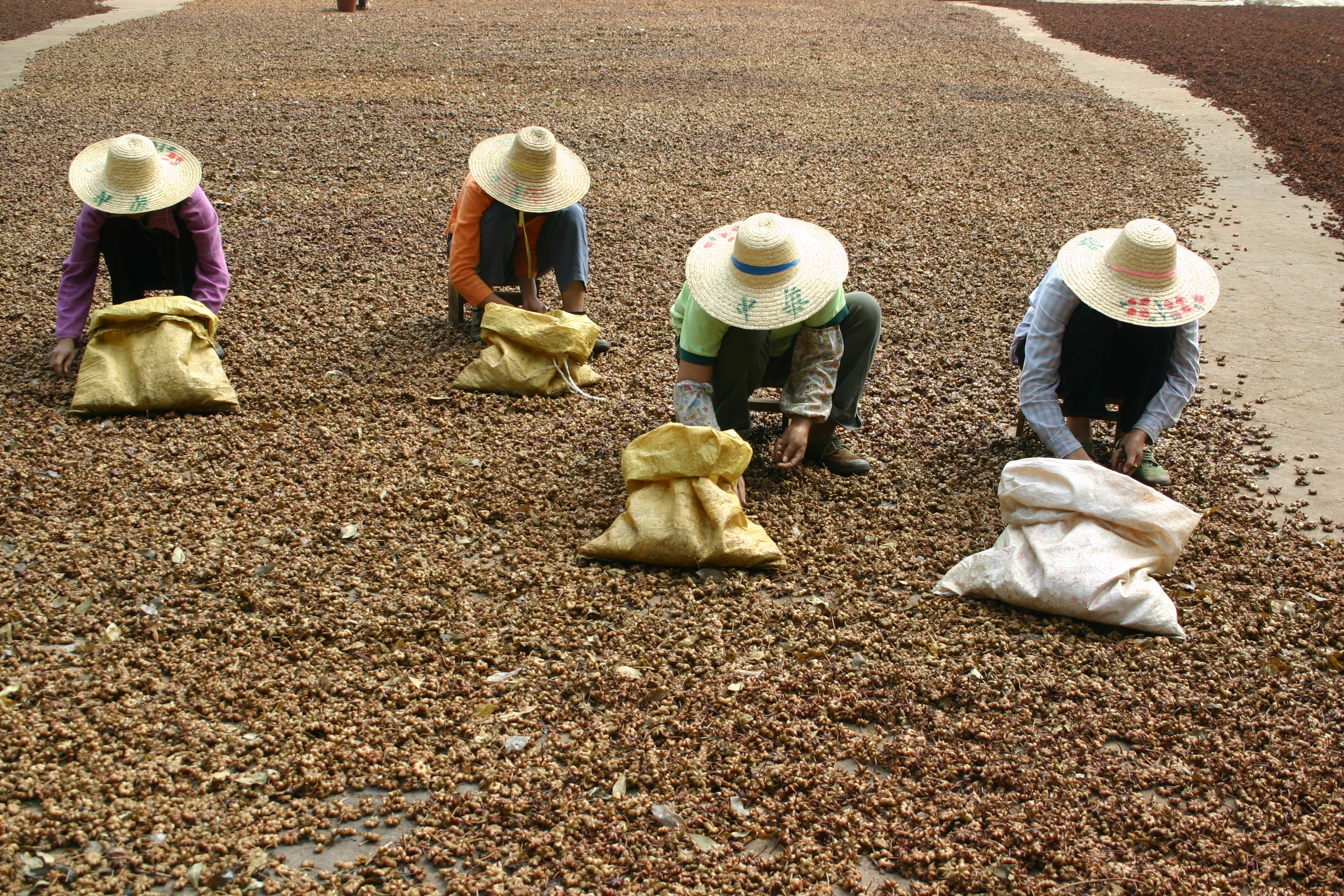
Заготівля бодяну справжнього в Гуансі, Китай

Плодоносити бодян починає на п'ятому році, однак врожай збирають лише починаючи з п'ятнадцятого. Дерево врожайне часом до ста років. Збирають плоди незадовго до достигання після чого підсушують. Як прянощі їх використовують як цілком так і мелють на порошок. Мелений бодян — зернистий порошок з жовто-коричневими і червонувато-бордовими включеннями. Ефірна олія міститься у зовнішній оболонці, а не в насінні.

## Хімічний склад
Плоди містять смоли, танін, цукор, але головне багато ароматичної ефірної олії, основним компонентом якої є анетол (85-90%), а також лімонин, цинеол, терпенеол, пінен, феландрін. Аромат олії пряний та солодкуватий, приємний на смак.

## Кулінарні властивості та використання
Запах бодяну нагадує анісовий, солодкувато-гіркий, але без приторності. Під час готування аромат сильнішає і залишається в страві.
В Європі бодян — це кондитерські прянощі. Додають до виробів із тіста, до фруктових супів, пудингів, напоїв із фруктів. Бодян добре поєднується з іншими прянощами: чорним перцем, фенхелем, корицею, гвоздикою, імбирем. Також готують міцний чай з додаванням плодів бодяну.
На сході, особливо у Китаї бодян є одними з найпопулярніших прянощів. Він входить до складу відомої китайської суміші 5 спецій — бодяну, кориці, гвоздики, фенхелю та сичуанського перцю в рівних пропорціях. З цією сумішшю готують маринади для м'яса, знамениті чорні яйця, використовують при смаженні м'яса та овочів. Також бодяном приправляють страви із свинини та птиці. В поєднанні з цибулею, часником та перцем використовують у підливах та соусах до овочів та рисових страв, в м'ясних та курячих бульйонах.
У харчовій промисловості бодян використовується для виробництва маринадів.
Ця спеція не поєднується з рибою і може зіпсувати страви з нею.
Взагалі бодян — дуже сильна та ароматна пряність, тож використовувати його слід у невеликій кількості.
Також використовують плоди бодяну як протизапальний та вітрогонний засіб, як стимулятор роботи органів травлення. Використовують його також в аромотерапії.